# Vittorio Amandola
Vittorio Amandola (Perugia, 4 novembre 1952 – Roma, 22 luglio 2010) è stato un attore, doppiatore, dialoghista e regista teatrale italiano.

## Biografia
Iniziò l'attività nel mondo teatrale nel 1970 prima come attore e poi come autore partecipando a varie compagnie. Come attore ha partecipato a numerosi film italiani e serie televisive come R.I.S. - Delitti imperfetti e Don Matteo. Come doppiatore ha doppiato molti personaggi, soprattutto nel campo dell'animazione, tra i più famosi: Pippo della Banda Disney (dal 1989 al 2000), il cuoco francese Louis de La sirenetta (1989) e del suo seguito La sirenetta II - Ritorno agli abissi (2000), Waylon Smithers ne I Simpson (dalla prima alla ventesima stagione), Yosemite Sam dei Looney Tunes (dal 1996 al 2006) e Lumière ne La bella e la bestia.
Morì per un tumore il 22 luglio 2010, all'età di 57 anni.

## Vita privata
È stato sposato con la doppiatrice Sonia Scotti, padre dell'adattatore Matteo Amandola e patrigno di Rachele Paolelli, attrice e doppiatrice, e Mario Alessandro Paolelli, ingegnere e commediografo.

## Filmografia

### Cinema
- Belli e brutti ridono tutti, regia di Domenico Paolella (1979)
- Ginger e Fred, regia di Federico Fellini (1986)
- Mosca addio, regia di Mauro Bolognini (1987)
- Il volpone, regia di Maurizio Ponzi (1988)
- Appuntamento a Liverpool, regia di Marco Tullio Giordana (1988)
- Queen of Hearts, regia di Jon Amiel (1989)
- Tempo di uccidere, regia di Giuliano Montaldo (1989)
- Panama Sugar, regia di Marcello Avallone (1990)
- Il branco, regia di Marco Risi (1994)
- Il mostro, regia di Roberto Benigni (1994)
- Acquario, regia di Michele Sordillo (1996)
- Vite strozzate, regia di Ricky Tognazzi (1996)
- Farfalle, regia di Roberto Palmerini (1997)
- Dio c'è, regia di Alfredo Arciero (1998)
- Il prezzo, regia di Rolando Stefanelli (1999)
- Incontri di primavera, regia di Anna Brasi (2000)
- Gioco con la morte, regia di Maurizio Longhi (2001)
- L'ultimo bacio, regia di Gabriele Muccino (2001)
- Streghe verso nord, regia di Giovanni Veronesi (2001)
- Ciao America, regia di Frank Ciota (2002)
- La rivincita, regia di Armenia Balducci (2002)
- Tartarughe sul dorso, regia di Stefano Pasetto (2004)
- Baciami piccina, regia di Roberto Cimpanelli (2006)
- N (Io e Napoleone), regia di Paolo Virzì (2006)

### Televisione
- La veritaaaà, regia di Cesare Zavattini – film TV (1982)
- Mino - Il piccolo alpino, regia di Gianfranco Albano – miniserie TV (1986)
- La piovra 4, regia di Luigi Perelli – serie TV (1989)
- Requiem per voce e pianoforte, regia di Tomaso Sherman – miniserie TV (1991)
- La primavera di Michelangelo, regia di Jerry London – film TV (1991)
- Jute City, regia di Stuart Orme – film TV (1991)
- Scoop, regia di José María Sánchez – miniserie TV (1992)
- Poirot (Agatha Christie's Poirot) – serie TV, episodio 5x05 (1993)
- La voce del cuore, regia di Lodovico Gasparini – miniserie TV (1995)
- Il caso Redoli, regia di Massimo Martelli – film TV (1996)
- Un giorno fortunato, regia di Massimo Martelli – film TV (1997)
- Caro maestro 2, regia di Rossella Izzo – serie TV (1997)
- Il compagno, di Citto Maselli – film TV (1999)
- Ama il tuo nemico, di Damiano Damiani – film TV (1999)
- Baldini e Simoni – serie TV, episodio Chiodo fisso (1999)
- Maria Maddalena, regia di Raffaele Mertes – film TV (2000)
- Distretto di Polizia 2, regia Antonello Grimaldi – serie TV, episodio 2x06 (2001)
- Meucci - L'italiano che inventò il telefono, regia di Fabrizio Costa – film TV (2005)
- Roma (Rome) – serie TV, episodio 1x03 (2005)
- Una famiglia in giallo, regia di Alberto Simone – serie TV, episodio 6: Ladro di biciclette (2005)
- Distretto di Polizia 6 – serie TV, episodi 6x06-6x14 (2006)
- R.I.S. 2 - Delitti imperfetti – serie TV, episodio 2x12 (2006)
- Don Matteo – serie TV, episodio Caduta dal cielo (2006)
- Gino Bartali - L'intramontabile, regia di Alberto Negrin – film TV (2006)
- Le ragazze di San Frediano, regia di Vittorio Sindoni – film TV (2007)
- Il maresciallo Rocca e l'amico d'infanzia, regia di Fabio Jephcott – serie TV (2008)
- Ho sposato uno sbirro – serie TV, 8 episodi (2008)
- Pane e libertà, di Alberto Negrin – film TV (2009)
- I delitti del cuoco – serie TV, 1 episodio (2009)
- Rex – serie TV, episodio Centauri (2011)

## Teatro
- Le mani sporche (1975)
- La commedia dei fantasmi
- Filomena Marturano
- L'antenato
- All'uscita
- L'anfora
- L'importanza di chiamarsi Ernesto
- Hop Solecar Cabaret
- La Pupilla
- Ribes gratis
- Il barone Bagge
- La sconcertante signora Savage
- Spirito Allegro
- Liliom
- Marie Galante (2006)

## Doppiaggio

### Cinema
- Mike Starr in Baby Birba - Un giorno in libertà, Clockers
- Willem Dafoe in Cry Baby
- J.K. Simmons in Postal
- Randy Quaid in L'isola del tesoro e i pirati dei 7 mari
- Michael J. Pollard in Detective Stone
- Chris Farley in Billy Madison
- Sonny Landham in Predator
- David Ogden Stiers in The Majestic
- Barry Shabaka Henley in Life
- Rob Reiner in Dickie Roberts - Ex piccola star
- Filiberto D'Angelo, Bellei in Mezzo destro mezzo sinistro - 2 calciatori senza pallone
- Richard Riehle in Gigolò per sbaglio
- Grand L. Bush in Trappola di cristallo
- Alun Armstrong in Millions
- Stephen Fisher in Van Helsing
- Charles Maguignon in Hannibal Lecter - Le origini del male
- Thom Curley in Ghost - Fantasma
- Christopher Fairbank in Alien³
- Maury Chaykin in Un topolino sotto sfratto
- Cameron Rhodes ne Il Signore degli Anelli - La Compagnia dell'Anello
- Joe Grifasi in Batman Forever

### Animazione
- Yosemite Sam nei cortometraggi dei Looney Tunes (edizione 1996-2006), I misteri di Silvestro e Titti, Space Jam, Looney Tunes: Back in Action, Looney Tunes: Canto di Natale
- Marvin il Marziano nei cortometraggi dei Looney Tunes (edizione anni '70-'80)
- Cane Intervistatore in Looney, Looney, Looney Bugs Bunny Movie (edizione 1981)
- Waylon Smithers (st. 1-9, 14-20) e Numero 1 (ep. 6x12) ne I Simpson
- Preside Kuno in Ranma ½
- Lo Chef Louis in La sirenetta, La sirenetta II - Ritorno agli abissi
- Don Vito Gamberone in La sirenetta - Le nuove avventure marine di Ariel
- Lumière in La bella e la bestia, La bella e la bestia: Un magico Natale, Il mondo incantato di Belle
- Incudine in Barbarossa
- George in George e Martha
- Pippo nei cartoni classici Disney, in Ecco Pippo! e In viaggio con Pippo
- Nigel in Farhat - Il principe del deserto
- Il vecchio Louie in Oliver & Company
- Killer in Anche i cani vanno in paradiso
- Espadon in Mostri e pirati
- Omino di burro in Bentornato Pinocchio[2]
- Totoro in Il mio vicino Totoro
- Capitan Mezzabarba in La freccia azzurra[3]
- Negaduck, Dente Alighieri, e Wacko in Darkwing Duck
- forme geometriche e Re in Paperino nel mondo della matemagica[4] (ridoppiaggio 1990)
- Professor Pandemonium in Cip & Ciop agenti speciali
- Stinky Pete in Toy Story 2 - Woody e Buzz alla riscossa
- Dottore, generale e poliziotto in Leone il cane fifone
- Harold Zoid in Futurama
- Mollo in A Bug's Life - Megaminimondo
- Generale Rogard in Il gigante di ferro
- Horace (prima voce) ne I Griffin
- Frate Tich in Argai
- Metlar in Il ritorno dei Titani
- Hanzo in Ultimate Muscle
- Mo la talpa in Fimbles
- Phineas in Power Rangers: Mystic Force
- Otty la lontra marina in Flipper & Lopaka
- Lou the Goanna in FernGully - Le avventure di Zak e Crysta
- Desmond in Barbie e le 12 principesse danzanti
- Il poliziotto in Il topo della 57ª strada
- Capitano Barbacolla in Nome in codice: Kommando Nuovi Diavoli
- Huang in Lupin III - Alcatraz Connection

### Serie TV
- Kelson Henderson in Power Rangers Mystic Force, Power Rangers: Operation Overdrive
- Douglas Crosby in Oz
- Bob Hoy in Ai confini dell'Arizona (2^ voce)
- Sam McMurray ne I dinosauri
- Dietmar Huhn in Squadra Speciale Cobra 11 (ep. 10-16)

### Videogiochi
- Dick Dastardly in Wacky Races
- Yosemite Sam in Bugs Bunny: Lost in Time[5], Bugs Bunny e Taz in viaggio nel tempo[6], e Taz: Wanted[7]